# Ronde van Frankrijk 2006/Negentiende etappe
De negentiende etappe van de Ronde van Frankrijk 2006, een individuele tijdrit, werd verreden op 22 juli 2006 tussen Le Creusot en Montceau-les-Mines over een afstand van 56 kilometer.

## Verloop
Net als in de eerste tijdrit was Sergej Gontchar de snelste in de tijdrit. Belangrijker was de strijd om het geel. Floyd Landis nam de trui weer over van Óscar Pereiro en leek nu zo goed als zeker van de eindzege.
Proloog ·
1e etappe ·
2e etappe ·
3e etappe ·
4e etappe ·
5e etappe ·
6e etappe ·
7e etappe ·
8e etappe ·
9e etappe ·
10e etappe ·
11e etappe ·
12e etappe ·
13e etappe ·
14e etappe ·
15e etappe ·
16e etappe ·
17e etappe ·
18e etappe ·
19e etappe ·
20e etappe
Startlijst · Eindstanden · Afbeeldingen